# Rečna jegulja
Rečna jegulja (znanstveno ime Anguilla anguilla) tudi evropska jegulja je vrsta jegulje, kači podobna žival. V ugodnih primerih lahko doseže dolžino 1 ½ m, vendar je običajno veliko manjša, približno 60–80 cm, in le redko več kot 1 m.
Čeprav jo najdemo v skoraj vseh evropskih sladkih vodah, je bil pred stoletji njen življenjski ciklus rečne jegulje neraziskan. Ima dolgo in kačasto oblikovano telo. Hrbtna, repna in podrepna plavut so zrasle v eno samo, ki je videti kot telesni rob. Živi lahko v vodi in tudi na kopnem in jo lahko večkrat opazimo na vlažnem travniku.

## Življenjski cikel
Svoje življenje rečna jegulja začne kot ličinka v Sargaškem morju, ki je pet tisoč kilometrov oddaljeno od Evrope. Ličinka, zaradi delovanja zalivskega toka pride v treh letih v Evropo. Nekaj mesecev preden prispe v Evropo, postane ličinka krajša in cilindrične oblike. Ko prispe v obalne vode, se napoti v izliv reke, kjer nekaj časa veliko je in dobi temen pigment in rumen trebuh (rumena jegulja). Nato se preseli v potok, jezero ali ribnik, kjer ostane nekaj let. Tudi tu se obilno prehranjuje in raste. Ko je stara približno sedem do petnajst let se še zadnjič preobrazi. Njen trebuh postane srebrn, glava koničasta, oči se povečajo, zato vidi tudi v globini vode (srebrna jegulja). Nato se ponoči odpravi po reki do morja, da prispe v Sargaško morje, kjer se pari in odloži jajčeca. Iz jajčec se razvijejo nove ličinke, odrasle jegulje pa po drstenju poginejo.

## Prehranjevanje
Na lov se rečna jegulja odpravi zvečer ali ponoči. Lovi na dnu jezera ali reke nevretenčarje, rake, rakovice, ribe in žabe. Ko se jegulja obarva srebrno, se neha prehranjevati. Prehranjevalni organi zakrnijo, da naredijo prostor spolnim organom. Ves čas, ko se jegulja odpravi nazaj v Sargaško morje živi od maščobnih rezerv pod kožo. Teh zalog je toliko, da jegulja brez težav tja prispe.

## Zanimivosti
- Ker v sladki vodi nikoli niso našli jajc ali mladih jegulj, je bil Aristotel mnenja, da jegulje izvirajo iz deževnikov.
- Rumene in srebrne jegulje se tako močno razlikujeta, da so ljudje mislili, da sta to dve različni vrsti jegulj.
- Pozimi se jegulje skrijejo v globljo vodo in se zakopljejo v mulj.